# 앵글로아메리칸
앵글로아메리칸(Anglo American plc)은 잉글랜드 런던에 본사를 둔 영국의 다국적 광산기업이다. 전 세계 산출량 중 약 40%에 이를 정도로 세계 최대의 백금 생산 기업이며 다이아몬드, 구리, 니켈, 철광석, 제철용 석탄의 주요 생산 기업이다. 이 기업은 아프리카, 아시아, 오스트레일리아, 유럽, 북아메리카, 남아메리카에 여러 사업체를 두고 운영 중이다.
런던 증권거래소에 등재되어 있으며 FTSE 100 지수의 일부이다. 요하네스버그 증권거래소에도 등재되어 있다. 2020년 포브스 글로벌 2000에서 앵글로아메리칸은 세계에서 274번째로 큰 공개기업으로 순위를 올렸다.

## 같이 보기
- 남아프리카 공화국의 경제
- 유엔 글로벌 콤팩트